# Folle des hommes
Série Miranda
Miranda
(1948)
Pour plus de détails, voir Fiche technique et Distribution.
Folle des hommes (Mad about Men) est un film britannique réalisé par Ralph Thomas, sorti en 1954. Il s’agit de la suite du film Miranda (1948).

## Synopsis
Lorsque Caroline, professeure de gymnastique, part en vacances chez sa famille en Cornouailles, elle rencontre Miranda, une sirène qui est une lointaine parente et qui lui ressemble tout à fait. Elle accepte de laisser Miranda échanger sa place avec elle pendant qu'elle part en voyage à bicyclette avec un ami. Caroline feint un accident, ce qui la laisse confinée dans un fauteuil roulant pendant quelques semaines. Ceci permet à Miranda de cacher sa queue de poisson sous la couverture.
Caroline est fiancée à Ronald Baker. Miranda ne l'aime pas du tout et décide de faire en sorte que Caroline rencontre un autre homme. Elle flirte outrageusement avec deux célibataires, Jeff Saunders et le colonel Barclay Sutton. Lorsqu'elle découvre que Ronald approuve le déversement des déchets dans l'océan, elle lui renverse une soupière de potage froid sur la tête.
Pendant ce temps, Barbara Davenport, la fiancée du colonel, éprouve une aversion compréhensible pour Miranda. Alors qu'elle nage, elle découvre le secret de Miranda et fait en sorte que "Caroline" doive chanter lors d'un concert de charité, dans le but de révéler sa vraie nature. Caroline apprend que le concert doit avoir lieu, devine ce que Barbara manigance, et se précipite pour prendre la place de Miranda, déjouant ainsi le plan de Barbara.
Plus tard, Jeff emmène Caroline en bateau. Quand il essaie de l'embrasser, elle résiste d'abord, puis cède volontiers, tandis qu'une Miranda les regarde, un peu triste.

## Fiche technique
- Titre français : Folle des hommes
- Titre original : Mad about Men
- Réalisation : Ralph Thomas
- Scénario : Peter Blackmore
- Direction artistique : George Provis
- Costumes : Joan Ellacott
- Photographie : Ernest Steward
- Son : John Dennis, Gordon K. McCallum
- Montage : Gerald Thomas
- Musique : Benjamin Frankel
- Production exécutive : Earl St. John
- Production : Betty E. Box
- Société de production : Group Film Productions
- Société de distribution : General Film Distributors
- Pays d'origine :  Royaume-Uni
- Langue originale : anglais
- Format : couleur (Technicolor) — 35 mm — 1,66:1 — son mono
- Genre : Comédie fantastique
- Durée : 90 minutes
- Dates de sortie : 
  - Royaume-Uni : 16 novembre 1954
  - France : 8 juin 1956

## Distribution
- Glynis Johns : Caroline Trewella / Miranda Trewella
- Donald Sinden : Jeff Saunders
- Anne Crawford : Barbara Davenport
- Margaret Rutherford : Mme Carey, l'infirmière
- Dora Bryan : Berengaria
- Nicholas Phipps : Colonel Barclay Sutton
- Peter Martyn : Ronald Baker
- Noel Purcell : Percy
- Joan Hickson : Mme Forster
- Judith Furse : Viola
- Irene Handl : Mme Blanche
- David Hurst : Signor Mantalini